# Perlen zum Glück
Perlen zum Glück (Original: Desire, Alternativtitel: Sehnsucht) ist eine romantische Filmkomödie mit Marlene Dietrich und Gary Cooper aus dem Jahr 1936.

## Handlung
Tom Bradley, ein tadelloser und charmanter Mann, arbeitet als Ingenieur in der Pariser Filiale des Autoherstellers Bronson aus Detroit. Nach der Ausführung seines Auftrages in Paris soll er nach Detroit zurückkehren, erhält aber vor seiner Rückkehr in die Staaten noch zwei Wochen Urlaub. Seit seiner Kindheit ist er von Spanien fasziniert und wählt das Land daher als Reiseziel. Für seine Reise bekommt er von seinem Chef ein Fahrzeug mit einem Werbespruch auf dem Reserverad: „I'm happy to drive a Bronson“.
Zur selben Zeit geht Madeleine de Beaupré, eine verführerisch wirkende Frau, in ein Juweliergeschäft in Paris. Sie wird von Aristide Duvalle, einem bekannten Juwelier, empfangen. Er zeigt ihr die teuersten und kostbarsten Perlenkolliers der Stadt. Madeleine entscheidet sich für ein Kollier, das über zwei Millionen Franc kostet. Am selben Tag geht sie zu dem bekannten Psychologen Dr. Maurice Pauquet. Sie bittet ihn höflich, ihren angeblichen Ehemann Aristide Duvalle um 18 Uhr in Empfang zu nehmen und ihm bei seinen, nicht vorhandenen, Problemen zu helfen. Aristide Duvalle erscheint um 18 Uhr in der Praxis mit der Absicht, den angeblichen Ehemann, Dr. Maurice Pauquet, kennenzulernen. Als Madeleine das Kollier von dem Juwelier Aristide Duvalle erhält, schickt sie ihn zu Dr. Maurice Pauquet und geht weg. Es entsteht ein Missverständnis zwischen den beiden, da jeder denkt, der andere sei Madeleines Ehemann.
Das Missverständnis zwischen dem Juwelier und dem Psychologen klärt sich schließlich und die Polizei sucht nach den Dieben. Madeleine befindet sich inzwischen in der Nähe der französisch-spanischen Grenze, als sie in einem kleinen Dorf Halt macht, um nach ihrer Hupe zu schauen. Dort trifft sie auf Tom Bradley, der ihr bei ihrem Problem weiterhilft. Beide fahren weiter, bis sie sich wieder einige Stunden später an der Grenze treffen. Madeleine steckt Tom ihr Kollier unauffällig in sein Jackett, damit es gegebenenfalls nicht bei ihr entdeckt wird. Tom packt sein Jackett in seine Tasche, als ihm heiß wird. Danach fahren beide nach San Sebastián weiter.
Madeleine muss nun versuchen, ihr Kollier aus dem Jackett wiederzubekommen. Sie täuscht eine Autopanne vor und fährt bei Tom mit. Nach einigen Stunden hält Tom an, um sich sein Jackett aus dem Koffer zu holen. Madeleine setzt sich schnell ans Steuer und fährt ohne ihn los. Das Kollier bleibt jedoch bei Tom. Später wird sie von der Polizei verfolgt und verursacht deshalb einen Unfall. Trotzdem gelingt es ihr, nach San Sebastian zu fliehen und dort Carlos Margoli zu treffen. Sie sollte für ihn die Kette besorgen, da er das Kollier an einen Kunden weiterverkaufen will.
Carlos und Madeleine gelingt es anschließend, Tom zu finden und ihm das Kollier zu entwenden. Zwischen Tom und Madeleine entsteht aber eine Liebesbeziehung und dadurch wird alles für sämtliche Beteiligte kompliziert. Tom will Madeleine heiraten, die ihn liebt, aber zögert: Sie kann es nicht übers Herz bringen, ihm von ihrem wahren Hintergrund zu erzählen, und fürchtet, dass sie dem kriminellen Milieu nicht mehr entkommen kann. Madeleine bereut allmählich ihren Diebstahl und will sich von der Verbrecherbande um Carlos lossagen. Sie erzählt Tom schließlich die Wahrheit und er hält zu ihr. Den beiden gelingt es, dem gefährlichen Carlos das Kollier zu entwenden. Später geben sie in Paris das Kollier zurück und Madeleine kommt glimpflich mit einer Begnadigung davon. Sie heiraten schließlich, um eine ganz neue Existenz aufzubauen.

## Hintergrund
In Perlen zum Glück spielen die Hollywood-Legenden Marlene Dietrich und Gary Cooper die Hauptrollen. Das Drehbuch basiert auf einem Theaterstück von Hans Székely und auf dem Film Die schönen Tage von Aranjuez aus dem Jahr 1933. In einigen Szenen führt der deutsche Regisseur Ernst Lubitsch Regie, da es einige Missverständnisse zwischen dem Regisseur Frank Borzage und der Produktionsfirma Paramount gab.
Die Uraufführung erfolgte am 28. Februar 1936 im Paramount Theatre, New York., die deutsche Erstaufführung am 2. April 1936 im Capitol am Zoo, Berlin.
Der Film wurde vom Publikum und von Kritikern positiv aufgefasst und gilt als gelungenes Beispiel für das, was die Amerikaner „sophistication“ nennen.

## Kritik
„Charmante Komödie mit guten Darstellern und witzigen Dialogen, deren Spiel um Schein und Sein von Auslassungen und Ellipsen lebt. Bis auf das etwas umständlich konstruierte Ende eine beschwingte Kinounterhaltung.“